# Battaglia di Arras (1654)
La battaglia di Arras (o assedio di Arras) combattuta dal 23 al 25 agosto 1654, fu una vittoria dell'esercito francese capeggiato dal visconte di Turenne contro l'esercito spagnolo comandato da don Ferdinando de Salis e dal principe di Condé.
Arras, avamposto dell'esercito francese, venne assediata agli spagnoli guidati personalmente dal Grand Condé. Turenne attaccò le linee spagnole e provocò loro la perdita di circa 3000 uomini. Condé successivamente riuscì a ritirarsi col resto del suo esercito a Cambrai.
Cyrano de Bergerac, protagonista dell'opera teatrale Cyrano de Bergerac di Edmond Rostand, si dice aver partecipato all'assedio di Arras, ma fu quello del 1640, e non quello del 1654.